# 나무 시집보내기
나무 시집보내기 또는 가수(嫁樹)는 과일나무 가지 사이에 작은 돌을 끼워두는 민간 신앙의 의식으로, 풍요를 기원하는 주술적 행위이다.
시집보내기는 속계(俗界)의 활동이 멈추었을 때, 즉 밤중·새벽·섣달그믐날·설날·보름·하지·동지·춘분·추분에 행하여진다.
성적인 결합을 뜻했으며 풍년을 염원하는 주술적인 행위이지만, 과학적으로도 돌을 끼워두면 가지가 벌어져 과실이 많이 열린다.